# Уилкерсон, Кристиан
Кристиан Деджон Уилкерсон (англ. Kristian De'Jon Wilkerson; 10 января 1997, Мемфис, Теннесси) — профессиональный американский футболист. Принимающий клуба НФЛ «Нью-Ингленд Пэтриотс». На студенческом уровне играл за команду Юго-восточного университета штата Миссури.

## Биография
Кристиан Уилкерсон родился 10 января 1997 года в Мемфисе. Учился в старшей школе Крейгмонт. За три сезона в составе её футбольной команды набрал на приёме 2403 ярда с 36 тачдаунами. Принимал участие в матче всех звёзд школьного футбола. После окончания школы поступил в Юго-восточный университет штата Миссури в Кейп-Джирардо.

### Любительская карьера
Сезон 2015 года Уилкерсон провёл в статусе освобождённого игрока, не участвуя в официальных матчах. В 2016 году он стал одним из основных принимающих команды и лидером её нападения. В одиннадцати матчах он набрал 743 ярда с четырьмя тачдаунами, побил рекорд университета по среднему количеству ярдов на приём мяча. В двух матчах ему удавалось набрать более 100 ярдов.
В 2017 году Уилкерсон провёл десять игр, набрав 553 ярда с двумя тачдаунами и второй раз подряд став самым эффективным принимающим в составе команды. В сезоне 2018 года он сыграл в тринадцати матчах с 894 набранными ярдами и 14 тачдаунами. По ходу турнира он побил рекорд университета по количеству ярдов на приёме в одной игре, а по его итогам вошёл в число лидеров конференции Огайо-Вэлли в нескольких статистических категориях. Последний год выступлений в колледже стал лучшим в карьере Уилкерсона. Он набрал 1350 ярдов в тринадцати играх и занёс десять тачдаунов, выиграл с командой турнир конференции Огайо-Вэлли и вошёл в состав её сборной звёзд. Его карьерные показатели по числу приёмов, набранных ярдов и тачдаунов стали рекордными для университета.

#### Статистика выступлений в NCAA
| Сезон | Команда                       | Игры | Приём | Приём | Приём | Приём | Вынос | Вынос | Вынос | Вынос |
| Сезон | Команда                       | Игры | Rec   | Yds   | Y/A   | TD    | Att   | Yds   | Y/A   | TD    |
| ----- | ----------------------------- | ---- | ----- | ----- | ----- | ----- | ----- | ----- | ----- | ----- |
| 2015  | Саутист Миссури Стейт Редхокс | —    | —     | —     | —     | —     | —     | —     | —     | —     |
| 2016  | Саутист Миссури Стейт Редхокс | 11   | 35    | 743   | 21,2  | 4     | 0     | 0     | 0     | 0     |
| 2017  | Саутист Миссури Стейт Редхокс | 10   | 52    | 553   | 10,6  | 5     | 0     | 0     | 0,0   | 0     |
| 2018  | Саутист Миссури Стейт Редхокс | 13   | 61    | 894   | 14,7  | 14    | 0     | 0     | 0,0   | 0     |
| 2019  | Саутист Миссури Стейт Редхокс | 13   | 71    | 1350  | 19,0  | 10    | 0     | 0     | 0,0   | 0     |
| Всего | Всего                         | 47   | 219   | 3540  | 16,2  | 33    | 0     | 0     | 0,0   | 0     |

### Профессиональная карьера
На драфте НФЛ 2020 года Уилкерсон выбран не был. В статусе свободного агента он подписал контракт с «Теннесси Тайтенс», но во время сборов не получил возможности проявить себя и перед стартом регулярного чемпионата был отчислен. В сентябре 2020 года он стал игроком тренировочного состава «Нью-Ингленд Пэтриотс». В ноябре Уилкерсона перевели в основной состав и он дебютировал в НФЛ в матче против «Нью-Йорк Джетс». Эта игра осталась для него единственной в сезоне. Летом 2021 года он хорошо проявил себя на сборах в нападении и составе специальных команд, но допускал ошибки при ловле мяча. Перед стартом регулярного чемпионата его включили в тренировочный состав «Пэтриотс», где он провёл большую часть сезона. Всего в 2021 году Уилкерсон сыграл за клуб в трёх матчах, самой успешной для него стала игра против «Джагуарс», в которой он набрал 42 ярда с двумя тачдаунами.

#### Статистика выступлений в НФЛ

##### Регулярный чемпионат
| Сезон | Команда              | Игры | Приём | Приём | Приём | Приём | Вынос | Вынос | Вынос | Вынос |
| Сезон | Команда              | Игры | Rec   | Yds   | Y/A   | TD    | Att   | Yds   | Y/A   | TD    |
| ----- | -------------------- | ---- | ----- | ----- | ----- | ----- | ----- | ----- | ----- | ----- |
| 2020  | Нью-Ингленд Пэтриотс | 1    | 0     | 0     | 0,0   | 0     | 0     | 0     | 0,0   | 0     |
| 2021  | Нью-Ингленд Пэтриотс | 3    | 4     | 42    | 10,5  | 2     | 0     | 0     | 0,0   | 0     |
| Всего | Всего                | 4    | 4     | 42    | 10,5  | 2     | 0     | 0     | 0,0   | 0     |